# Roland Kökény
Roland Kökény (* 24. Oktober 1975 in Miskolc) ist ein ehemaliger ungarischer Kanute.

## Karriere
Roland Kökény nahm an drei Olympischen Spielen teil. Bei seinem Olympiadebüt 2000 in Sydney ging er im Einer-Kajak auf der 1000-Meter-Distanz an den Start. Als Zweiter seines Vorlaufs erreichte er das Halbfinale, kam dort aber nicht über den vierten Platz hinaus und schied aus dem Wettbewerb aus. Vier Jahre darauf war er in Athen in dieser Disziplin erfolgreicher, denn diesmal gelang ihm die Finalqualifikation. Nach zweiten Plätzen im Vorlauf und im Halbfinale zog er in den Endlauf ein, in dem er den sechsten Platz belegte.
Bei den Olympischen Spielen 2012 in London gehörte er neben Rudolf Dombi zum ungarischen Aufgebot im Zweier-Kajak auf der 1000-Meter-Strecke. Sie gewannen den zweiten Vorlauf nach 3:11,393 Minuten und qualifizierten sich dadurch direkt für den Endlauf. In diesem überquerten sie nach 3:09,646 Minuten ebenfalls als Erste die Ziellinie, womit sie als Olympiasieger die Goldmedaille gewannen. Dabei setzten sie sich knapp im Fotofinish gegen die Portugiesen Fernando Pimenta und Emanuel Silva durch, die 53 Hundertstelsekunden hinter den Ungarn das Ziel erreichten. Den dritten Platz belegten die Deutschen Martin Hollstein und Andreas Ihle.
Bei Weltmeisterschaften sicherte sich Kökeny zahlreiche Medaillen. 2001 in Posen und 2003 in Gainesville wurde er im Vierer-Kajak über 1000 Meter jeweils Zweiter, ehe er mit Gábor Kucsera in Zagreb bei den Weltmeisterschaften 2005 den Titel im Zweier-Kajak auf der 1000-Meter-Strecke gewann. Ein Jahr darauf wurde er in Szeged auch im Vierer-Kajak Weltmeister. Bei 2013 gewann Kökeny mit Rudolf Dombi in Duisburg über 1000 Meter im Zweier-Kajak die Bronzemedaille. 
Auch bei Europameisterschaften gelangen Kökény mehrere Medaillengewinne. Mit dem Vierer-Kajak belegte er 2002 in Szeged sowohl über 500 Meter als auch über 1000 Meter den zweiten Platz. Über 500 Meter wurde er im Vierer-Kajak schließlich 2004 in Posen Europameister. An selber Stelle schloss er im Zweier-Kajak mit Gábor Kucsera den Wettbewerb über 1000 Meter auf dem zweiten Platz ab. 2007 wurde er in Pontevedra mit dem Vierer-Kajak nochmals Zweiter über 1000 Meter. Bei den Europameisterschaften 2009 in Brandenburg an der Havel gewann er mit Gábor Gönczy im Zweier-Kajak über 1000 Meter die Silbermedaille. 2010 wiederholte er in Corvera dieses Resultat, diesmal mit dem Vierer-Kajak. Eine Bronzemedaille sicherte er sich 2011 in Belgrad mit Rudolf Dombi im Zweier-Kajak auf der 1000-Meter-Strecke. Ein Jahr später wurden sie in Zagreb in dieser Disziplin Europameister.
Für seinen Olympiasieg im Jahr 2012 erhielt Kökény das Offizierskreuz des Ungarischen Verdienstordens. Zudem wurde er mit Rudolf Dombi im selben Jahr zu Ungarns Mannschaft des Jahres gewählt.